# Flagge Usbekistans
Die Flagge Usbekistans wurde offiziell am 18. November 1991 eingeführt. 

## Symbolik
Nach der Unabhängigkeit von der Sowjetunion führte Usbekistan am 18. November 1991 eine neue Staatsflagge ein. Die Farben der Nationalflagge werden wie folgt gedeutet:
- Blau steht für den Himmel. Eine weitere Deutung besagt, dass das Blau auf Tamerlans Banner und einige Turkvölker zurückgeht.
- Weiß symbolisiert Gerechtigkeit sowie die ausgedehnten Baumwolle-Monokulturen des Landes
- Grün steht für die Gastfreundlichkeit der usbekischen Bevölkerung
- Die dünnen roten Streifen symbolisieren das Herzblut des Volkes

Die zwölf Sterne sind so angeordnet, dass sie das Wort Allah in arabischer Schrift (الله) ergeben.

Der Halbmond verweist auf den Islam der überwiegend muslimischen Bevölkerung und repräsentiert die Wiedergeburt des Landes. Die zwölf Sterne werden auf zwei Weisen interpretiert: In der einen stehen sie für die zwölf Provinzen (Viloyaltar), in der anderen Deutung für zwölf Monate eines altertümlichen Kalenders. Sie sind so angeordnet, dass sie das Wort Allah in arabischer Schrift (الله) ergeben.
Neben der Nationalflagge existieren auch eine Präsidenten- und eine Armeeflagge. Die Autonome Republik Karakalpakistan führt eine eigene Flagge, die der usbekischen jedoch ähnelt.

Flagge des Präsidenten
Flagge der Armee
Flagge Karakalpakstans

## Geschichte

Flagge der Usbekischen SSR (1952–1991)

Nachdem die Usbekische SSR 1925 gegründet worden war, waren bis 1952 verschiedene rote Flaggen mit goldener Aufschrift des Namens des politischen Gebildes in Gebrauch. Die erste Variante, in Verwendung ab dem 22. Juli 1925, hatte eine Aufschrift in arabischer und kyrillischer Schrift. Die Aufschrift war eine Abkürzung von Usbekische Sozialistische Sowjetrepublik in usbekischer und russischer Sprache. Ab dem 9. Januar 1926 fand sich anstelle der arabischen Zeichen eine lateinische Aufschrift über der kyrillisch-russischen, nachdem die arabische Schrift abgeschafft worden war. Unter der russischen Aufschrift befand sich in lateinischen Lettern auch die Aufschrift in tadschikischer Sprache, zumal zu dieser Zeit die Tadschikische ASSR der Usbekischen SSR untergeordnet war. 
Nachdem die Tadschikische ASSR 1931 von der Usbekischen SSR losgelöst wurde und zu einer eigenen SSR wurde, wurde die tadschikischsprachige Aufschrift aus der Flagge entfernt. Nachdem 1935 eine Änderung im usbekischen Lateinalphabet erfolgt war, wurde auch die Flagge angepasst. Ab 1937 wurde der Name des politischen Gebildes auf der Flagge ausgeschrieben. Nachdem die usbekische Sprache ab 1940 in kyrillischen Lettern geschrieben wurde, war ab dem 16. Januar 1941 eine Flagge in Verwendung, die sowohl die usbekische als auch die russische Bezeichnung in kyrillischer Schrift zeigte. Am 29. August 1952 wurde die Flagge ein letztes Mal in der Sowjetzeit geändert. Diese Flagge bestand aus fünf waagrechten Streifen (Verhältnis der Streifenbreiten 20:1:8:1:20) in den Farben rot, weiß, blau, weiß, rot mit Hammer und Sichel und einem Stern in goldener Farbe im linken Teil des oberen roten Streifens. Auf der Rückseite waren die Symbole nicht dargestellt.